# Ministerstwo Transportu i Gospodarki Morskiej
Ministerstwo Transportu i Gospodarki Morskiej – od 2001 zostało włączone do kompetencji Ministerstwa Infrastruktury.

## Kierownicy resortu komunikacji, poczt i telegrafówPKWN
- Jan Michał Grubecki (ur. 1904, zm. 1987), od 20 lipca 1944 do 4 listopada 1944
- Jan Rabanowski (ur. 1907, zm. 1958), od 4 listopada 1944 do 5 grudnia 1944

## Kierownicy resortu komunikacji PKWN
- Jan Rabanowski od 5 grudnia 1944 do 31 grudnia 1944

## Ministrowie komunikacji
- Jan Rabanowski od 31 grudnia 1944 do 28 lutego 1951

## Ministrowie kolei
- Jan Rabanowski od 28 lutego 1951 do 27 czerwca 1951
- Ryszard Strzelecki (ur. 1907, zm. 1988), od 20 września 1951 do 22 marca 1957

## Ministrowie transportu drogowego i lotniczego
- Jan Rustecki (ur. 1903, zm. 1974), od 28 lutego 1951 do 20 lutego 1957
- Ryszard Strzelecki od 20 lutego 1957 do 22 marca 1957

## Ministrowie komunikacji
- Ryszard Strzelecki od 22 marca 1957 do 17 lutego 1960
- Józef Popielas (ur. 1911, zm. 2005), od 17 lutego 1960 do 13 listopada 1963
- Piotr Lewiński (ur. 1915, zm. 1991), od 13 listopada 1963 do 10 września 1969
- Mieczysław Zajfryd od 10 września 1969 do 25 marca 1976
- Tadeusz Bejm (ur. 1929, zm. 1988), od 26 marca 1976 do 17 grudnia 1977
- Mieczysław Zajfryd od 17 grudnia 1977 do 31 października 1981
- Janusz Kamiński od 31 października 1981 do 23 października 1987

## Ministrowie transportu, żeglugi i łączności
- Janusz Kamiński od 23 października 1987 do 1 sierpnia 1989
- Franciszek Wielądek od 12 września 1989 do 20 grudnia 1989

## Ministrowie transportu i gospodarki morskiej
- Franciszek Wielądek (PZPR) od 20 grudnia 1989 do 6 lipca 1990
- Ewaryst Waligórski (bezpartyjny) od 6 lipca 1990 do 5 czerwca 1992
- Zbigniew Jaworski (ZChN) od 11 lipca 1992 do 26 października 1993
- Bogusław Liberadzki (SdRP) od 26 października 1993 do 17 października 1997
- Eugeniusz Morawski (UW) od 31 października 1997 do 8 grudnia 1998
- Tadeusz Syryjczyk (UW) od 8 grudnia 1998 do 8 czerwca 2000
- Jerzy Widzyk (ZChN) od 12 czerwca 2000 do 19 października 2001